# Jakubov
Jakubov (Hongaars:Nagyjakabfalva) is een Slowaakse gemeente in de regio Bratislava, en maakt deel uit van het district Malacky.
Jakubov telt 1376 inwoners.